# Estadi Monumental Isidro Romero Carbo
L'Estadi Monumental Isidro Romero Carbo és un estadi esportiu de la ciutat de Guayaquil, a l'Equador.
L'estadi és seu i propietat del club Barcelona SC. També hi juga partit la selecció de futbol de l'Equador. Té una capacitat per a 59.283 espectadors, essent l'estadi més gran del país.
Fou construït per iniciativa del president del club Isidro Romero Carbo. Fins aleshores jugava a l'estadi Modelo Alberto Spencer. Va ser inaugurat el 27 de desembre de 1987 amb el partit Barcelona SC - Peñarol d'Uruguai (1-3). Va ser seu de la Copa Amèrica de futbol de 1993.

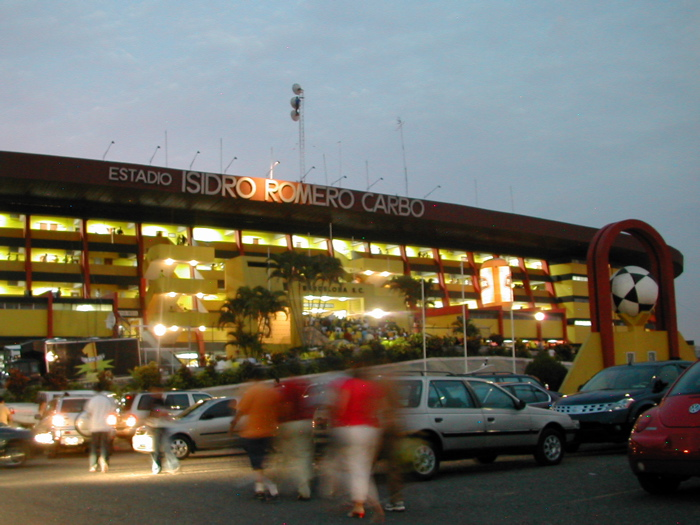
Vista exterior, 2005.

El 2 de gener de 2008, el president de Barcelona Eduardo Maruri va signar un contracte de 4 anys amb el banc equatorià Banco Pichincha perquè l'estadi porti el nom del banc. El contracte es va renovar però va finalitzar el 2015.